# Макарије Московски
Митрополит Макарије (рођ. Михаил; Москва, око 1482 – Москва, 31. децембар 1563) – митрополит московски и целе Русије (од 1542), 1526-1542. – архиепископ новгородски. Присталица јозефизма, следбеник Јосифа Волоцког. Канонизован је 1988. године од стране Руске православне цркве у лику светитеља, спомен се одвија 30. децембра (12. јануара).

## Биографија
Рођен око 1482. године у Москви у породици побожних родитеља. На крштењу је добио име по архангелу Михаилу. Познато је да му се отац звао Леонтије и умро је убрзо након његовог рођења. Његова мајка је касније примила монашки постриг са именом Ефросинија.
Замонашио се у манастиру Рођења Пресвете богородице Пафнутијев-Боровски, узевши име по чувеном православном испоснику подвижнику, светом Макарију Египатском. Прешао је у манастир Светог Пафнутија када га је напустио Јосиф Волотцки. Ипак, утицај волоцког игумана на будућег митрополита је био веома велики. Светитељ често цитира његово дело „Просветитељ“, називајући га „светило Православља“ .
1523. године изабран је за игумана Лужетског Богородичког манастира у Можајску. 1526. Макарије је хиротонисан за архиепископа новгородско-псковског.
Као доследан присталица снажне монашке економије, нови архиепископ је уложио значајне напоре да новгородске манастире преведе на ценобитску повељу. Већ 1528. године од 24 манастира у епархији само четири су била ценобитска, остали посебни. Свети Макарије је убеђивањем игумана манастира постигао да до краја његове службе у Новгородској епархији број киновија достигне осамнаест.
Макарије је допринео састављању нове Владичне хронике. Много пажње је посветио рестаурацији древних икона и храмова, а фреске су обновљене у храму Свете Софије. Овде, у Новгороду, учињен је први покушај да се сакупе све књиге „оно што је у руској земљи“, прво издање чувеног „Макарјевског Менеја“. Зборник је обухватао како житија светих, тако и дидактичка и богословска дела. Године 1541. свих 12 томова збирке пренето је у библиотеку храма Свете Софије.
На митрополитски трон га је 19. марта 1542. уздигла бојарска група кнезова Шујског, који су владали под малолетним Иваном Грозним. У овом чину Макарије је заменио митрополита Јоасафа, свргнутог од Шујских. Међутим, убрзо је, као и његов претходник Јоасаф, почео да се супротставља Шујским. Имајући значајан утицај на младог цара, допринео је уклањању Шујских са власти 1543. године. Након тога Макарије је имао велики утицај на политику Ивана Грозног, ушавши у такозвану „Изабрану Раду“. Крунисао је Ивана Грозног у краља (1547), допринео његовом браку са Анастасијом Захарјином.
1542. године по налогу Макарија подигнута је црква Светог Николе.
Он је 1547. и 1549. године сазвао два Сабора у Москви на којима је обављен велики рад на канонизацији руских светитеља. У вези са прослављањем нових светитеља, под руководством митрополита, учињен је велики посао на састављању житија.
1551. године сазвао је чувени Стоглави сабор Руске православне цркве. Саосећајући са Јосифовцима који су доминирали Стоглавим сабором, није дозволио доношење закона о секуларизацији манастирске земље, који је промовисао протојереј Силвестар.
Макарије је уложио много труда у организовање штампарске делатности у Русији. Под њим је у Москви отворена прва штампарија за штампање светих и богослужбених књига.
После пада Изабране Раде 1560. Макарије, је био једини њен члан, који није био прогањан.
Митрополит Макарије је 3. децембра 1563. обавестио владара да због слабости намерава да напусти митрополију и „врати се у тихи живот“ на место свог пострига у Пафнутијев манастир. Владар се заједно са наследником појавио на митрополитском подворју и молио га да не напушта митрополију. Тек 21. децембра пристао је да остане на трону, али 10 дана касније, последњег дана 1563. године, умире 1. јануара 1564. године. Сахрањен је у Успенском храму .
Канонизован је у лику светитеља на Помесном сабору Руске православне цркве 1988. године.